# Rib-Hadda
Rib-Hadda, tudi Rib-Addi, Rib-Addu ali  Rib-Adda, je bil kralj Biblosa sedi 14. stoletja pr. n. št. Bil je avtor približno šestdeset Amarnskih pisem. Naslovnik vseh pisem je bil faraon Ehnaton. Njegovo ime v akadskem jeziku je morda povezano s prošnjo k severozahodnosemitskemu bogu Hadadu, čeprav se v pismih sklicuje samo na boginjo Ba'alat Gebal – gospodarico Biblosa. Njeno ime bi lahko bilo drugo ime boginje Ašere. 
Rib-Hadda se v pismih največkrat pritožuje ali prosi za ukrepanje vladajočega faraona Ehnatona. V EA 105 ga roti, naj posreduje v sporu z Beirutom, katerega vladar je zasegel dve bibloški trgovski ladji. V EA 122 se pritožuje zaradi napada egipčanskega pooblaščenca Pihurija, uboja več bibloških najemnikov in aretacije več Rib-Haddovih mož.
Rib-Hadda je bil vpleten v dolgotranje spore z  Abdi-Aširto, vladarjam Amurruja (verjetno dela južnega Libanona in jugozahodne Sirije), ki je najemal vojake med habiruji, Šerdani in drugimi bojevitimi plemeni. EA 81 vsebuje njegovo prošnjo za pomoč Egipta proti Amurruju, katerega vladar je Rib-Haddo obtožil, da na svojo stran vabi njegove najemnike in jih ščuva k uporu.  Faraonu tudi poroča, da je Abdi-Aširta k njemu poslal plačanega morilca, ki ga je poskušal ubiti. Ehnatona prosi, naj mu pošlje Pitatija, da bi ga branil pred amurrujsko vojsko in njegovimi vedno bolj besnimi kmeti.  V enem od najbolj ostrih amarnskih  pisem (EA 75) piše, da so prebivalci Ammije ubili svojega gospoda in da ga je strah. Na koncu pisms dodaja, da se v Gubli (se pravi v Biblosu) počuti kot ptič v pasti. Zemar,  mesto, ki je bilo nekoč pod njegovo oblastjo, je padlo v Abdi-Ašitrove roke (EA 84). Kmalu zatem se  je faraonov pooblaščenec Panahannate umaknil iz severnega Kanaana in pustil  Rib-Haddo brez kakršne koli egipčanske podpore. Njegove prošnje za pomoč so očitno ostale brez odgovora (EA 107) in postale faraonu nadležne. Ehnatonova razdaženost je očitna v pismu EA 117, v katerem Rib-Haddi očita: »Zakaj mi samo ti stalno pišeš?« V EA 101 je poročilo, da je bil Abdi-Aširta ubit, kar je za Rib-Haddo pomenilo samo kratkotrajno olajšanje. Ubitega je namreč nasledil njegov sin prav tako sposoben vladar Aziru.  Rib-Hadda se je kmalu zatem v več Amarnskh pismih (na primer EA 103  in EA 109)  spet pritoževal  Ehnatonu zaradi ropanja »Abdi-Aširtovih sinov«. 
V EA 89 Rib-Hadda poroča o državnjem udaru v sosednjem Tiru, v katerem je bil ubit vladar, ki je bil Rib-Haddov sorodnik, in cela njegova družina. Med ubitimi so bili domnevno tudi Rib-Haddova sestra in njene hčerke, katere je v poslal v Tir zaradi strahu pred Abdi-Aširto.  V EA 126 poroča, da so Hetiti napadli egipčanske protektorate v Siriji in požgali »kraljeve posesti«. Rib-Hadda  je bil zatem prisiljen zbežati v Beirut pod zaščito kralja Ammunira (EA 137). V EA 75 natančno poroča o spremembah politične situacije okoli Biblosa:
Rib-Hadda govori svojemu gospodu, kralju vseg dežel, velikem kralju. Naj Gospa Guble podeli moč mojemu gospodu. Padam pod noge mojega gospoda, mojega sonca, sedem krat in sedem krat. Naj kralj, moj gospod, izve, da je zdaj Gubla (se pravi Biblos), od nekdaj kraljeva  služabnica, zdaj varna in v dobrem stanju. Vojna Apiruja proti meni je kljub temu brezobzirna. (Naši) sinovi in hčere in hišna oprema so šli, ker so bili prodani [v]  deželo Jarimuta, da bi s tem rešili naša življenja. Ker ni nikogar, ki bi ga obdeloval, je moje polje kot ženska brez moža. V palačo sem že večkrat pisal zaradi bolezni, ki me je udarila, [vendar ni bilo nikogar], ki bi prebral moje besede. Naj bo kralj pozoren na besede [njegovega] služabnika... Apiru je ubil kralja Irkate (Arke) Ad[una] , vendar ni bilo nikogar, ki bi kaj rekel Abdi-Aširti, zato si je prilastil  [njegovo ozemlje]. Mija, vladar Arašnija, je zasegel Ardato in prav zdaj so Ammijevi  možje ubili svojega vladarja. Bojim se. Naj (moj) kralj izve, da je kralj Hatija zasegel vse dežele, ki so bile vazali Mitanija... Pošlji lok[ostrelce]
Postaran in bolehen je Rih-Hadda še naprej pisal faraonu in mu govoril o nasilnih prevratih v Feniciji in Siriji, vključno z revolucijami, ki so bile posledica ščuvanja Abdi-Asirtovega sina Aziruja in vdorov apirujskih  plenilcev (na primer EA 137). 
Rib-Hadda je nazadnje izgnal njegov mlajši brat Iliharib. Amarnsko pismo EA 162 Ehnatona Aziruju  se razlaga kot naj ga ubijejo ali naj mu ponudijo županski položaj v Sidonu.